# Tommaso Busilacchi
Tommaso Busilacchi (Jesi, 3 novembre 1994) è un pallanuotista italiano, centroboa della Lugano Pallanuoto.

## Carriera
Cresciuto sportivamente nella Osimo Pallanuoto, viene prelevato dalla Como Nuoto a soli 16 anni. Con il club lariano conquista la promozione in Serie A1 nel 2013, ottenendo la salvezza e poi qualificandosi ai playoff scudetto.
Nel novembre 2014, durante la sua seconda stagione in A1, viene convocato in nazionale dal ct Sandro Campagna, in occasione dell'incontro di World League contro la nazionale francese.
Nel 2015 dopo un'altra salvezza conquistata indossando la calottina del Como e a seguito della rinuncia del club ad iscriversi al campionato successivo a causa di problemi economici, si accasa all'ambiziosa Sport Management, con cui esordisce in Champions League.
L'anno successivo viene chiamato a giocare nel campionato ungherese come straniero della squadra del Debrecen, dove gioca un'ottima stagione dal punto di vista realizzativo e di maturazione agonistica in campo internazionale.
Nel 2017 torna a giocare in Italia per completare gli studi universitari e sceglie di giocare nella sua Como Nuoto tornata di nuovo nel campionato di serie A2.
Nel 2019 si trasferisce alla Pallanuoto Metanopoli San Donato Milanese,  società ambiziosa e reduce negli ultimi 2 campionati da 2 importanti promozioni.
Nel 2022 si trasferisce in Svizzera, nelle file della Lugano Pallanuoto
Con la nazionale giovanile conquista i titoli di:
- vice-campione europeo under 17 a Rijeka (Croazia) nel settembre 2011;
- campione europeo under 19 a Canet en Roussillon (Francia) nel settembre 2012;
- campione del mondo under 18 a Perth (Australia) nel dicembre 2012;
- campione del mondo under 20 a Szombathely (Ungheria) nel settembre 2013.